# Анхелес (город)
Анхелес (таг. Lungsod ng Angeles) — город на Филиппинах, на территории региона Центральный Лусон. Входит в состав провинции Пампанга.

## История
Поселение на месте современного города было основано в 1796 году, Доном Анхелем Панталеоном де Мирандой, главой города Сан-Фернандо. Посёлок был назван Кулиат (Culiat) и в административном отношении являлся районом (barrio) Сан-Фернандо. 8 декабря 1829 года Кулиат был выделен в отдельный муниципалитет, а также получил новое имя — Эль-Пуэбло-де-лос-Анхелес (El Pueblo de los Angeles). Позднее город был ещё два раза переименован: сначала — в Лос-Сантос-Анхелес-де-лос-Кустодиос (Los Santos Angeles de los Custodios), а затем — в Анхелес.

17 марта 1899 года в Анхелес был выбран местом пребывания правительства Филиппинской Республики. В том же году в городе состоялась празднование первой годовщины обретения независимости от Испании.

5 ноября 1899 года, в ходе Филиппино-американской войны, город был захвачен армией США. Американскими военными в окрестностях был основан лагерь, позднее разросшийся до военной базы. В период с января 1942 года по январь 1945 года Анхелес был оккупирован силами Японской императорской армии. В январе 1945 года Анхелес был освобождён в ходе совместной операции американских и филиппинских войск.

В 1947 году между правительством независимых Филиппин и американцами был подписан договор о сохранении суверенитета США над военными базами, находящимися на Филиппинах, в том числе, над авиабазой Кларк, находящейся в трёх милях к западу от Анхелеса. Наличие в городе американской базы обеспечило его экономическое процветание в течение многих лет. 1 января 1964 года, согласно Республиканскому закону № 3700, Анхелес получил статус города.

15 июня 1991 года началось извержение, находящегося в окрестностях города, вулкана Пинатубо, признанное впоследствии одним из самых сильных в XX веке. В ходе извержения город Анхелес и авиабаза Кларк были практически полностью разрушены, при этом на город обрушились миллионы тонн селевых потоков. После извержения правительство США начало вывод авиабазы и 26 ноября 1991 года она была передана властям Филиппин.

## Географическое положение
Город находится в юго-западной части острова Лусон, к востоку от горной цепи Самбалес, на расстоянии приблизительно 67 километров к северо-западу от столицы страны Манилы и занимает площадь 60,27 км². Абсолютная высота — 80 метров над уровнем моря.

## Климат
| Показатель                    | Янв. | Фев. | Март | Апр. | Май  | Июнь | Июль | Авг. | Сен. | Окт. | Нояб. | Дек. | Год  |
| ----------------------------- | ---- | ---- | ---- | ---- | ---- | ---- | ---- | ---- | ---- | ---- | ----- | ---- | ---- |
| Абсолютный максимум, °C       | 31,9 | 32,4 | 34,9 | 36   | 35,8 | 34,8 | 32,8 | 31,8 | 32,9 | 31,9 | 31,9  | 31,1 | 36   |
| Средний суточный максимум, °C | 29,8 | 31,1 | 32,7 | 34,2 | 33,3 | 31,8 | 30,9 | 30,2 | 31,2 | 30,8 | 30,8  | 29,9 | 31,4 |
| Средняя температура, °C       | 25,7 | 26,5 | 27,7 | 29,2 | 29,1 | 28,2 | 27,4 | 27   | 27,6 | 27,4 | 27,1  | 26,1 | 27,4 |
| Средний суточный минимум, °C  | 21,6 | 21,8 | 22,7 | 24,2 | 24,8 | 24,4 | 24   | 23,8 | 24   | 23,9 | 23,3  | 22,1 | 23,4 |
| Абсолютный минимум, °C        | 20,1 | 20,1 | 20,8 | 22,7 | 23,1 | 22,4 | 22,7 | 22,5 | 22,9 | 22,9 | 22,4  | 21,1 | 20,1 |
| Норма осадков, мм             | 11   | 14   | 24   | 41   | 174  | 257  | 392  | 418  | 275  | 187  | 87    | 33   | 1914 |
| Источник: Weatherbase         |      |      |      |      |      |      |      |      |      |      |       |      |      |

## Население
По данным официальной переписи 2007 года численность населения составляла 307 764 человек.

Динамика численности населения города по годам:
| 2000    | 2007    | 2013    |
| ------- | ------- | ------- |
| 257 968 | 307 764 | 351 071 |

## Транспорт
Сообщение Анхелеса с другими городами осуществляется посредством железнодорожного и автомобильного транспорта.
Ближайший аэропорт — Международный аэропорт Кларк.

## Административное деление
Территория города административно подразделяется на 33 барангая:
| - Agapito del Rosario - Amsic - Anunas - Balibago - Capaya - Claro M. Recto - Cuayan - Cutcut - Cutud - Lourdes North West - Lourdes Sur (Talimundoc) | - Lourdes Sur East - Malabañas - Margot - Marisol (Ninoy Aquino) - Mining - Pampang (Santo Niño) - Pandan - Pulungbulo - Pulung Cacutud - Pulung Maragul - Salapungan | - San José - San Nicolas - Santa Teresita - Santa Trinidad - Santo Cristo - Santo Domingo - Santo Rosario (Población) - Sapalibutad - Sapangbato - Tabun - Virgen Delos Remedios |

## Известные уроженцы
- Леа Салонга — филиппинская певица и актриса.
- Аллен Пинеда Линдо — филиппино-американский рэпер, участник коллектива Black Eyed Peas.
- Ванесса Миннилло — американская телеведущая, модель и актриса.

## Города-побратимы
- Лас-Вегас, США
- Сан-Фернандо, Филиппины
- Валенсуэла, Филиппины